# Антитерористичний Центр СНД

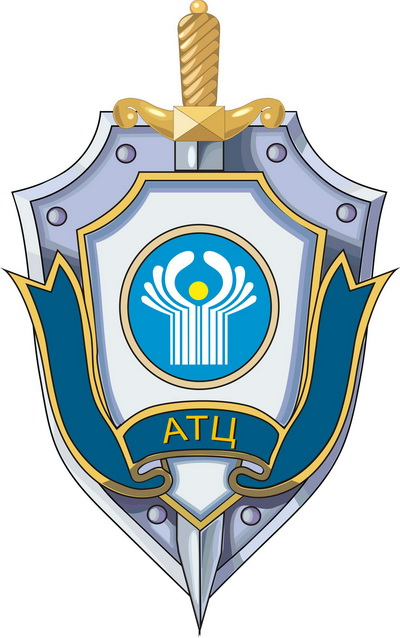
Емблема АТЦ СНД

Антитерористичний Центр СНД (АТЦ СНД) (рос. Антитеррористический Центр СНГ (АТЦ СНГ)) — галузевий орган Співдружності Незалежних Держав, що забезпечує координацію взаємодії компетентних органів держав-учасниць Співдружності Незалежних Держав у галузі боротьби з міжнародним тероризмом та іншими проявами екстремізму.
Утворений Рішенням Ради глав держав-учасниць СНД (РГД СНД) від 21 червня 2000 року. 1 грудня 2000 Рішенням РГД СНД затверджено Положення про Антитерористичний Центр СНД, встановленні чисельність співробітників і фінансове забезпечення діяльності.
Керівник АТЦ СНД затверджується Рішенням РГД СНД. У 2000–2006 роках посаду керівника обіймав генерал-полковник Борис Олександрович Мильніков, з 2006 р. — генерал-полковник міліції (з 2011 р. — генерал-полковник поліції) Андрій Петрович Новіков (громадянин РФ).

## Україна
Верховна Рада України 16 лютого підтримала законопроєкт про вихід України з Антитерористичного центру держав-учасниць Співдружності Незалежних Держав.